# Gervais Cordin
Pour le skieur alpin autrichien, voir Karl Cordin.
Pas d'image ? Cliquez ici

a Compétitions nationales et continentales officielles uniquement.

b Matchs officiels uniquement.
Dernière mise à jour le 5 août 2025.
Gervais Cordin, né le 10 décembre 1998 à Dijon (Côte-d'Or), est un joueur français de rugby à XV jouant aux postes d'arrière ou d'ailier au Biarritz olympique.

## Biographie

### Jeunesse et formation
Gervais Cordin naît à Dijon et découvre le rugby à Nuits-Saint-Georges, notamment grâce à son ami Arthur Retière,. En 2016, il est repéré par le FC Grenoble et intègre son centre de formation.
Il possède d'ailleurs comme Retière une même polyvalence aux postes de demi de mêlée, ailier et arrière,.

### Débuts au FC Grenoble (2017-2019)
Déjà international avec l'équipe de France des moins de 18 ans, Gervais Cordin dispute son premier match en professionnel avec le FCG, à seulement 18 ans, en 2017, lors de la deuxième journée de Pro D2,,. C'est dès le prochain match de cette même saison que Gervais Cordin se fait remarquer, contre le Stade montois. Il marque en effet un essai de 80m sur un exploit individuel, passant en revue toute la défense montoise et donnant par la même occasion la victoire a son équipe 26-21,. Son essai est par la suite nommé parmi les meilleurs essai de la troisième journée de Pro D2 et comme meilleur essai de la saison par le FC Grenoble. La vidéo de son exploit est aussi relayée par de nombreux médias,,, jusqu'à l'international.
Continuant à produire des performances de haut niveau avec son club, Cordin connait sa première sélection avec les moins de 20 ans français contre l'Italie lors du Tournoi des Six Nations, et ce malgré son absence initiale du groupe à cause de la concurrence de joueurs comme Matthis Lebel ou Clément Laporte, révélation du SU Agen sur cette saison. L'arrière du FCG finit d'ailleurs par reléguer ce dernier sur l'aile lors du dernier match du Six Nations contre le Pays de Galles offrant le titre à l'équipe de France. Malheureusement, Gervais Cordin est victime d’une rupture des ligaments croisés lors de la 28e journée, qui le prive de phases finales avec son équipe et du Championnat du monde junior, lui qui avait déjà été blessé pendant une bonne partie de saison, après le match de la dixième journée contre le Biarritz olympique.
Ainsi, entre révélation au grand public et blessures, le jeune grenoblois aura en définitive fait partie de cette jeunesse (avec des joueurs comme Killian Geraci ou Antonin Berruyer) qui a amplement participé à la remontée FC Grenoble en Top 14 pour la saison 2018-19, club avec lequel il prolonge jusqu'en 2020.

### RC Toulon puis Biarritz olympique (depuis 2019)
Gervais Cordin qui avait pourtant prolongé au FCG jusqu’en juin 2020 est transféré au Rugby club toulonnais à partir de la saison 2019-2020.
En 2020, il est appelé pour la première fois dans le groupe de l'équipe de France pour préparer le Tournoi des Six Nations à la suite de la prise de fonction du nouveau sélectionneur Fabien Galthié.
En juillet 2023, le Biarritz olympique annonce sa signature pour deux saisons.

## Palmarès

### En club
- Championnat de France de Pro D2 :
  - Vice-champion (1) : 2018 avec le FC Grenoble
- Barrage d'accession au championnat de France de Top 14 :
  - Vainqueur (1) : 2018 avec le FC Grenoble
  - Finaliste (1) : 2019 avec le FC Grenoble
- Challenge européen :
  - Finaliste (1) : 2020 avec le RC Toulon

### En équipe nationale
- Vainqueur du Tournoi des Six Nations des moins de 20 ans en 2018 avec l'équipe de France des moins de 20 ans